# Petit Chateau
Petit Chateau is een Nederlands televisieprogramma van zes afleveringen dat in 2021 is uitgezonden door SBS6. De presentatie van het programma was in handen van de zussen Montana en Maxime Meiland. Het is ook in België uitgezonden, door Play5.

## Format
In het programma gingen de twee zussen op bezoek bij mensen die door speciale omstandigheden niet in staat waren om hun babykamer onder handen te nemen. Tijdens dit bezoek trachten ze te achterhalen hoe de mensen in die situatie zijn gekomen en wat hun droombabykamer zou zijn. Hierna vertrekken de ouders voor een aantal dagen naar een hotel. De twee zussen gaan vervolgens aan de slag met de babykamer en gaan hierbij niet voor een standaard kamer; zo bouwen ze zelf decoraties en kopen ze accessoires die ze vervolgens samen oppimpen.
Elke aflevering gaan de zussen langs bij één gezin waarbij ze de babykamer onder handen nemen. In sommige afleveringen komt het voor dat ze ook de kamers van de ouders en van de broertjes en/of zusjes onder handen nemen als die aanwezig zijn.

## Achtergrond
In september 2020 maakte Maxime Meiland via haar Instagram bekend dat ze samen met haar zus Montana Meiland bezig was met het ontwikkelen van dit televisieprogramma; tevens deden de twee op dit moment direct een oproep waarin mensen zich voor het programma konden aanmelden. Een aantal maanden later, in januari 2021, werd de naam van het programma onthuld tijdens een online content event van Talpa Network waarin het mediabedrijf zijn nieuwe programma's voor het komende jaar aankondigde. Het programma wordt geproduceerd door Vincent ter Voert van Vincent TV Producties.
De eerste aflevering van het programma werd uitgezonden op donderdag 6 mei 2021 en werd met gemengde gevoelens ontvangen. Desondanks werd de eerste aflevering door 783.000 mensen bekeken, hiermee viel het net buiten de top 10 van best bekeken programma's van die avond. De afleveringen die volgden werden minder goed bekeken, zo werd de tweede aflevering nog maar bekeken door 523.000 kijkers en de derde aflevering door 389.000 kijkers.

## Trivia
- De naam Petit Chateau verwijst naar de naam van het televisieprogramma Chateau Meiland waaraan de twee zussen hun bekendheid te danken hebben.